# Maurizio Bottoni
Maurizio Bottoni (Milano, 1950) è un pittore italiano.

## Biografia
Quando era giovanissimo, frequentò De Chirico, che lo incoraggiò a tornare "al mestiere". Dopo aver studiato presso l'Accademia di Belle Arti di Brera, tenne la sua prima personale presso la Galleria Bolzani di Milano nel 1981. Vinse il premio Suzzara nel 1990. Fu membro della Commissione scuola arte e cultura del Ministero dell'istruzione, dell'università e della ricerca tra il 2003 e il 2004. Diversi suoi dipinti appartengono a importanti collezioni museali, come ad esempio l'eporediese Olivetti, che conserva 12 tele dell'artista. Nel 2009 la sua natura morta Senza titolo venne venduta a 17.034 dollari statunitensi. Fu uno degli artisti del padiglione italiano della LIV Esposizione internazionale d'arte di Venezia.

## Stile e tecnica
Bottoni è conosciuto soprattutto per le nature morte, i paesaggi e i ritratti nitidi e realistici, ispirati a Albrecht Dürer, Giorgio De Chirico e Pietro Annigoni. Secondo il critico Vittorio Sgarbi, le opere di Bottoni sono «una riflessione sull'eternità della natura che si riproduce identica e vince la morte. I suoi asparagi, la sua zucca, come i suoi mirabili maiali e i suoi rinoceronti, sono per sempre. La natura, gli alberi, i fiori, si riproducono, si sostituiscono per parlarci della eternità della natura. Ciò che Bottoni espunge da Caravaggio è la sfioritura, il passaggio del tempo, la decadenza, fermata in un momento, ma già avviata in un processo inevitabile. Tutto è fermo in Bottoni, la sua natura non conosce il vento.»